# Saint-Pierre-du-Mont, Landes

Saint-Pierre-du-Mont este o comună în departamentul Landes din sud-vestul Franței. În 2009 avea o populație de 8.907 de locuitori.

## Evoluția populației
| An        | 1975  | 1982  | 1990  | 1999  | 2006  | 2009  |
| --------- | ----- | ----- | ----- | ----- | ----- | ----- |
| Populație | 6.104 | 6.290 | 7.075 | 7.164 | 8.171 | 8.907 |